# Escorxador d'Emin
L'escorxador d'Emin (Lanius gubernator) és un ocell de la família dels lànids (Laniidae).

## Hàbitat i distribució
Habita zones de sabana, localment al nord de Ghana, nord de Nigèria, Camerun, nord-est de la República Democràtica del Congo, sud del Sudan i nord d'Uganda.